# 基山町立基山中学校
基山町立基山中学校（きやまちょうりつ きやまちゅうがっこう）は、佐賀県三養基郡基山町宮浦にある公立中学校。基山町内唯一の公立中学校である。

## 概要
歴史
1947年（昭和22年）の学制改革の際に新制中学校として創立。2022年（令和4年）に創立75周年を迎えた。
校歌
1954年（昭和29年）に制定。歌詞は3番まであり、各番の歌詞中に校名の「基山中学校」が登場する。
校区
「三養基郡基山町全域」。小学校区は基山町立基山小学校、基山町立若基小学校。

## 沿革
- 1947年（昭和22年）
  - 4月1日 - 学制改革が行われる。 
    - 基山町国民学校の初等科が、新制小学校「基山町立基山小学校」に改組・改称される。
    - 基山町国民学校の高等科が青年学校の普通科とともに改組され、新制中学校「基山町立基山中学校」（現校名）に改組・改称される。

  - 5月3日 - 開校式を挙行。
- 1948年（昭和23年）3月31日 - 青年学校が廃止される。
- 1949年（昭和24年）4月	- 第1校舎（8教室）が完成。週5日制実験学校の指定を受ける。
- 1951年（昭和26年）9月	- 週6日制に復帰。
- 1952年（昭和27年）
  - 3月	- 第2校舎（8教室）が完成。
  - 5月	- 移動教室制を採用。
- 1954年（昭和29年）3月 - 校歌を制定。
- 1955年（昭和30年）10月 - 特別教室（10教室）が完成。
- 1956年（昭和31年）
  - 4月 - 校長室と職員室を改造。
  - 7月 - プールが完成。
  - 12月	- 実習田を設定。
- 1959年（昭和34年）9月	- 第1校舎改築の上、2階建てに増築。
- 1961年（昭和36年）9月	- 技術・家庭科教室、図書館を改造の上、移転。
- 1963年（昭和38年）4月 - 特殊学級を設置。
- 1964年（昭和39年）2月	- 脱脂粉乳による給食を開始。
- 1967年（昭和42年）3月	- 実習田を返還。
- 1971年（昭和46年）1月	- 体育館が完成。
- 1973年（昭和48年）12月 - 完全学校給食を開始。
- 1974年（昭和49年）11月 - 鉄筋コンクリート造2階建ての技術室が完成。
- 1978年（昭和53年）
  - 7月	- 図書室に冷暖房装置を設置。
  - 10月	- 校門を改造。
- 1984年（昭和59年）4月	- プレハブ仮設棟を体育館前に建設。
- 1965年（昭和60年）3月	- 新校舎（第一期工事、普通教室）が完成。
- 1966年（昭和61年）3月	- 新校舎（第二期工事、管理棟・特別教室）が完成。
- 1967年（昭和62年）4月	- テニスコート（3面）が完成。
- 1991年（平成3年）9月 - パソコン21台を設置。
- 1992年（平成4年）
  - 9月 - 学校週5日制開始（第2土曜日休業日）、プールとテニスコートが完成。
  - 10月 - 体育館の大規模改造を完了。
- 1996年（平成8年）12月 - 増築校舎（3教室）が完成。
- 2001年（平成13年）
  - 7月	- 運動場を改修。
  - 8月	- 給食に磁器食器を導入。
- 2002年（平成14年）11月 - 1階部分に体育館への渡り廊下を設置。
- 2008年（平成20年）
  - 8月	- 1階生徒昇降口を卓球場に改築。
  - 12月	- 給食センターが統合される。
- 2009年（平成21年）7月	- 体育館の耐震工事を実施。
- 2014年（平成26年）1月	- 校旗が寄贈される。
- 2017年（平成29年）8月	- 教室棟の改修工事を実施。
- 2019年（令和元年）11月 - 管理棟の改修工事を実施。
- 2021年（令和3年）3月 - エレベーターを設置。

## 部活動
運動部
- 野球部
- 陸上部
- 柔道部
- 剣道部
- サッカー部
- バレーボール部
- バスケットボール部
- 卓球部
- ソフトテニス部

文化部
- 吹奏楽部
- 美術部
- パソコン部

## 著名な出身者
- 長野久義（読売ジャイアンツ）‐ プロ野球選手
- 濵口遥大（横浜DeNAベイスターズ）‐ プロ野球選手
- 髙野綺海 ‐ 柔道選手
- 趙睦煕 ‐ 柔道選手
- 森慎太郎（どぶろっく）- お笑い芸人

## 交通
最寄りの鉄道駅
- JR九州 鹿児島本線「基山駅」

最寄りの幹線道路
- 佐賀県道・福岡県道137号基山平等寺筑紫野線 「脇田」交差点
- 佐賀県道300号基山公園線
- 鳥栖筑紫野道路 「園部IC」

## 周辺
- 基山町立基山小学校
- 基山町立図書館
- 基山バディ認定こども園
- 基山中央公園
- 鳥栖警察署 基山交番